# Intonation (musik)
Intonation kan inom musiken ha flera betydelser som alla har att göra med att precisera en tonhöjd, ett intervall eller att optimera en klang hos ett instrument. 
1. Att sjunga eller spela före för att på så sätt ge ton till sångare som ska börja sjunga. Se Intonation (gregoriansk sång).
2. En samlad benämning på olika åtgärder som en orgelbyggare vidtar för att få orgelpipor att återge en ton med önskade egenskaper eller som en pianotekniker vidtar för att ge pianots strängar en jämn klang.
3. Ibland använt synonymt med stämning av ett instrument[källa behövs], men framför allt för att mellan flera instrument eller röster uppnå önskade intervall i ren, tempererad eller annan stämning.

## Intonation av musikinstrument
Det som vanligtvis förknippas med intonation är en musikers förmåga att återge en "korrekt" tonhöjd eller en teknisk justering av ett musikinstrument för att optimera den genererade tonhöjden.
Nutida stråkinstrument är inte försedda med greppband, som exempelvis musikinstrument inom  violinfamiljen, och därför är intonationen helt beroende av musikerns placering av fingret på greppbrädan, för att på så vis justera strängens vibrerande längd. När det gäller intonering av gitarr och andra instrument som är försedda med greppband är det flera parametrar som styr intonationen. Dels påverkas intonationen av den individuella placeringen av greppbanden men också av höjden på översadeln, stallsadelns position samt musikerns spelteknik. Vanligtvis justeras stallsadelns position för varje individuell sträng för att förbättra intonationen. Ett kortare avstånd mellan stallsadel och greppband resulterar i en högre tonhöjd och vice versa. Det finns lösningar för att ytterligare optimera intonationen genom att exempelvis justera översadelns position för varje individuell sträng. . 
Ett bleckblåsinstruments tonhöjd genereras och justeras av den akustiska längden på röret.